# Ligne 1 du tram-train de la Baie de Cadix
La ligne 1 (en espagnol : Línea 1 del TramBahía) est la seule ligne du réseau du tram-train de la Baie de Cadix, ouverte en octobre 2022. Elle est exploitée par Renfe Operadora et dessert quatre communes.

## Historique
Les travaux commencent en 2006, au niveau du nœud ferroviaire de La Ardila, où la plate-forme du tramway vient se connecter au réseau ferré national. Le chantier est arrêté en 2010 par le tribunal supérieur de justice, mais reprend deux ans plus tard. Les premiers essais de roulage commencent en 2014, alors qu'à peine 50 % de l'infrastructure est achevée.
Le projet est relancé en 2019 par le gouvernement andalou, avec pour objectif d'inaugurer la ligne l'année suivante. La mise en service commercial intervient finalement le 26 octobre 2022.

## Caractéristiques

### Ligne
La ligne mesure 24 km : 13,7 km en site propre entre Chiclana de la Frontera et San Fernando, puis 10,3 km sur la voie de chemin de fer jusqu'à Cadix. Vingt-et-une stations sont réparties sur toute la ligne, sept à Chiclana de la Frontera, une à Puerto Real, huit à San Fernando et cinq à Cadix, qui sont également les gares du réseau de Cercanías,. La ligne est à écartement ibérique, soit 1 668 mm.
La ligne a son origine dans la zone d'activité de Pelagatos, à Chiclana de la Frontera. Elle circule à travers la ville, puis dessert la zone industrielle de Tres Caminos, à Puerto Real, après quoi elle rejoint San Fernando, dont elle traverse le centre historique en empruntant la rue Royale (Calle Real). À la sortie de la ville, elle se connecte au réseau ferré national au niveau de La Ardila et poursuit son trajet jusqu'à Cadix, où elle fait son terminus à la gare ferroviaire.

Schéma de la ligne T1.

### Stations et correspondances
|  |   |  | Station                        | Communes                | Correspondances                |
|  | - |  | ------------------------------ | ----------------------- | ------------------------------ |
|  | ■ |  | Cadix                          | Cadix                   | Ligne 1 des Cercanías de Cadix |
|  | o |  | San Severiano                  | Cadix                   | Ligne 1 des Cercanías de Cadix |
|  | o |  | Segunda Aguada                 | Cadix                   | Ligne 1 des Cercanías de Cadix |
|  | o |  | Estadio                        | Cadix                   | Ligne 1 des Cercanías de Cadix |
|  | o |  | Cortadura                      | Cadix                   | Ligne 1 des Cercanías de Cadix |
|  | o |  | Río Arillo                     | San Fernando            | Ligne 1 des Cercanías de Cadix |
|  | o |  | Ardila                         | San Fernando            |                                |
|  | o |  | Santo Entierro                 | San Fernando            |                                |
|  | o |  | Plaza del Carmen               | San Fernando            |                                |
|  | o |  | Compañía de María              | San Fernando            |                                |
|  | o |  | Plaza del Rey                  | San Fernando            |                                |
|  | o |  | Plaza de la Iglesia            | San Fernando            |                                |
|  | o |  | Venta de Vargas                | San Fernando            |                                |
|  | o |  | Tres Caminos                   | Puerto Real             |                                |
|  | o |  | Pinar de los Franceses         | Chiclana de la Frontera |                                |
|  | o |  | Marquesado                     | Chiclana de la Frontera |                                |
|  | o |  | Alameda Solano                 | Chiclana de la Frontera |                                |
|  | o |  | Nuestra Señora de Los Remedios | Chiclana de la Frontera |                                |
|  | o |  | Reyes Católicos                | Chiclana de la Frontera |                                |
|  | o |  | La Hoya                        | Chiclana de la Frontera |                                |
|  | ■ |  | Pelagatos                      | Chiclana de la Frontera |                                |

Stations
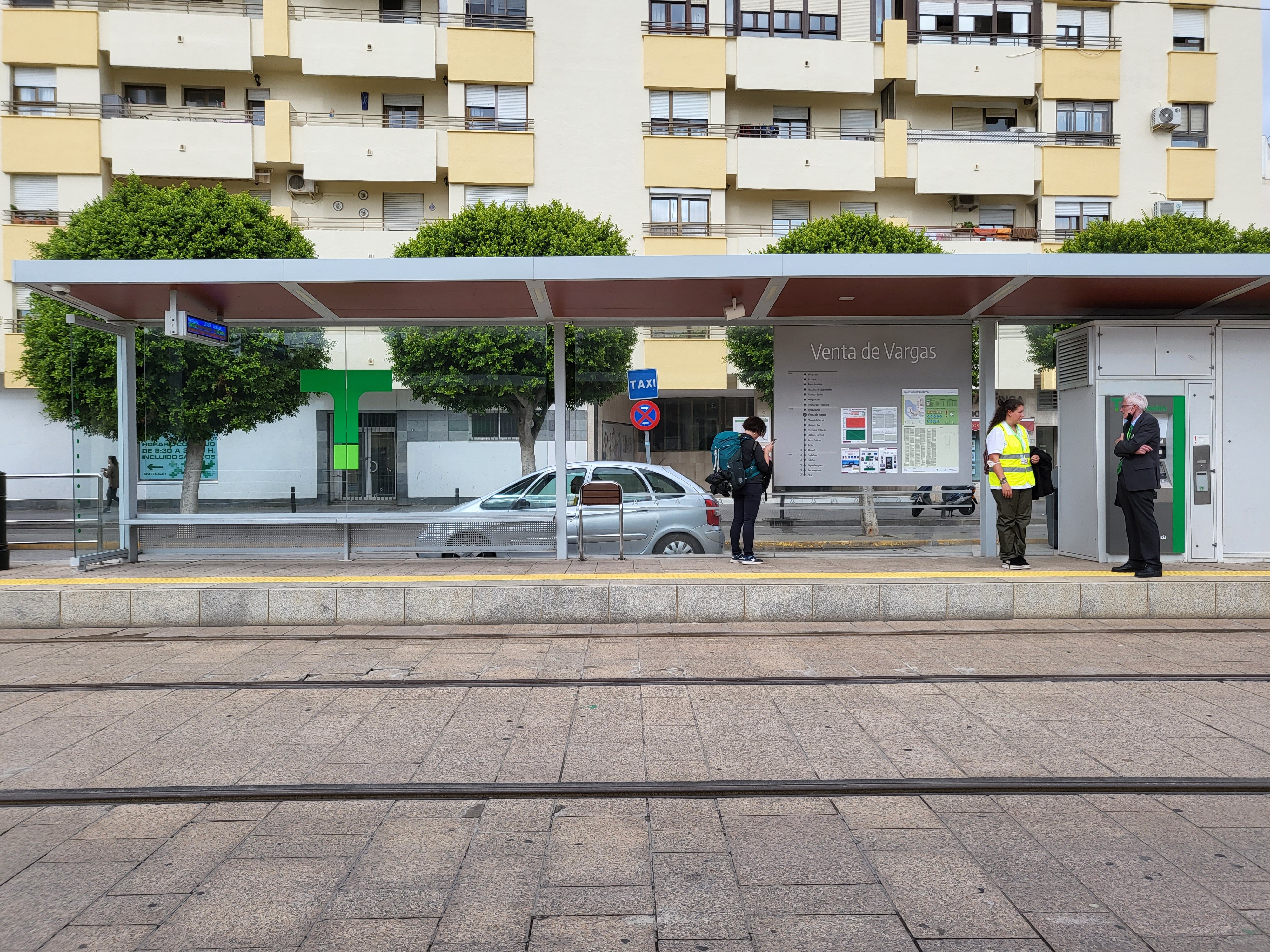
Venta de Vargas
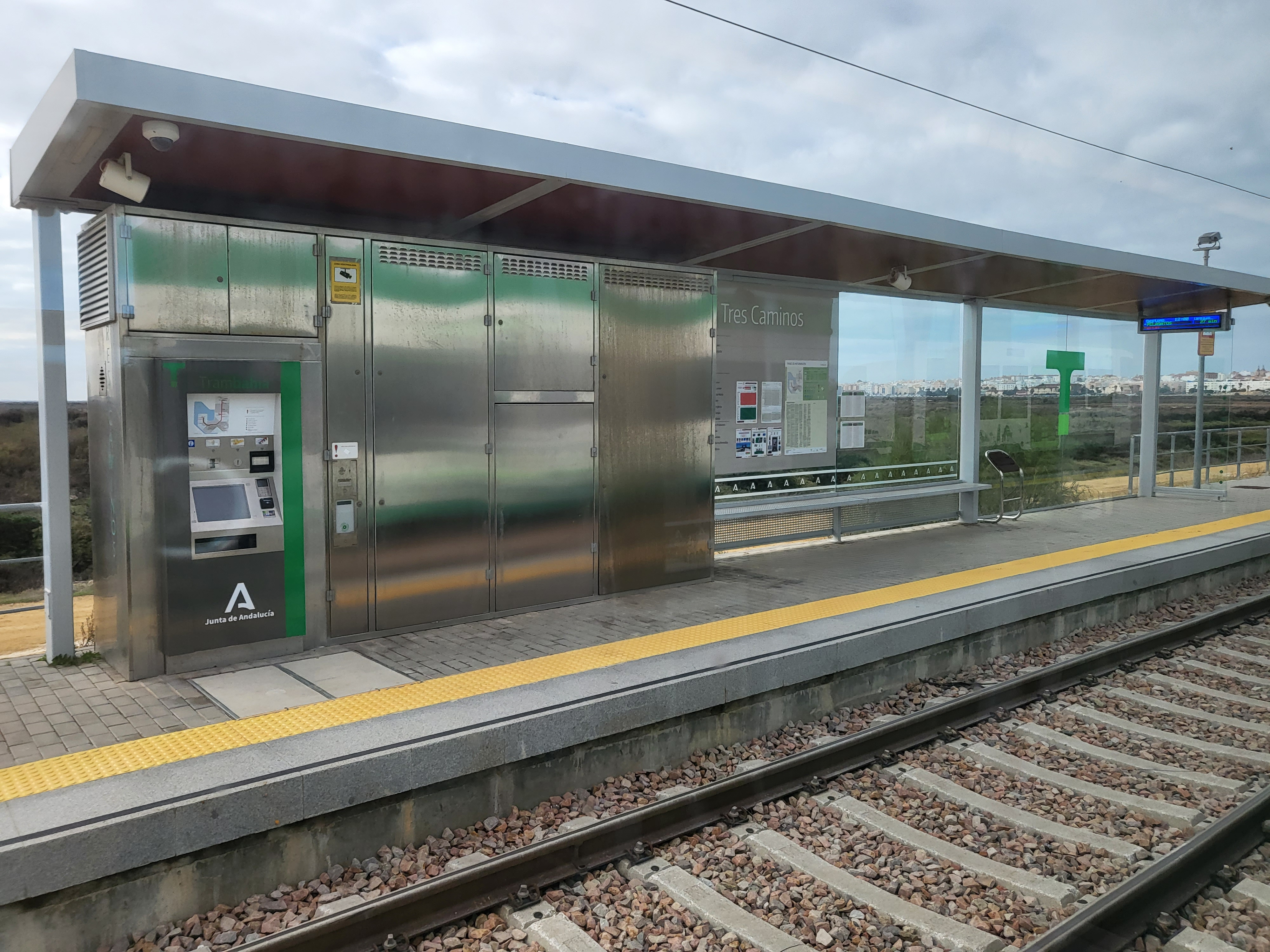
Tres Caminos
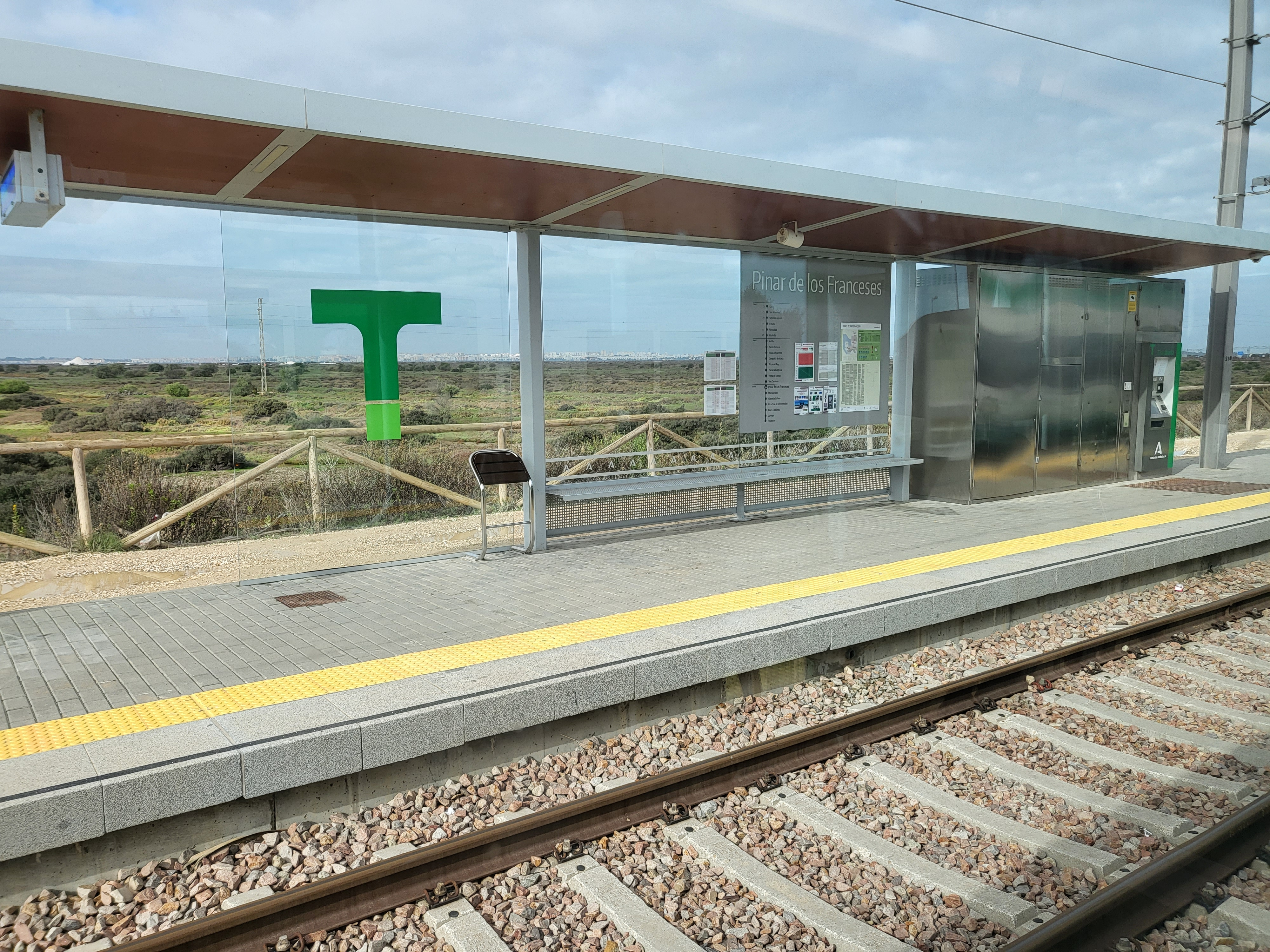
Pinar de los Franceses
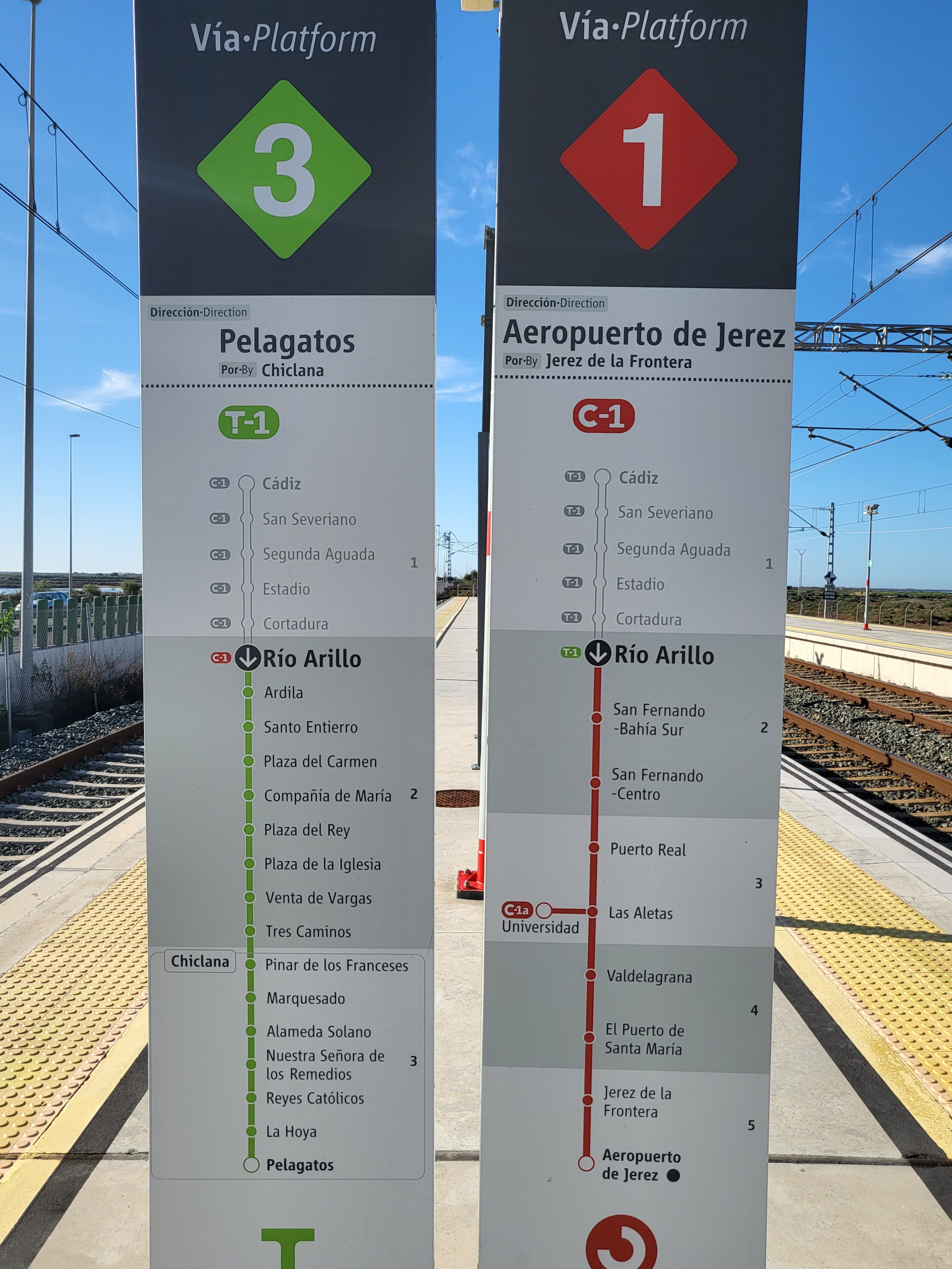
Río Arillo.

## Exploitation

### Matériel roulant
Le réseau utilise sept rames, construites par Construcciones y Auxiliar de Ferrocarriles (CAF). Chaque train compte trois voitures, dispose d'un plancher surbaissé — directement au niveau du quai — à 55 % et peut accueillir 227 passagers, dont 84 assis. Ils circulent à 100 km/h sur les tronçons interurbains, et à 20 km/h dans les zones urbanisées,.
Le garage-atelier, qui accueille également le poste de commande centralisé, se situe dans la zone industrielle de Pelagatos. Il est configuré pour accueillir 24 trains, 9 sur les voies de stationnement et 15 sur les voies de maintenance.

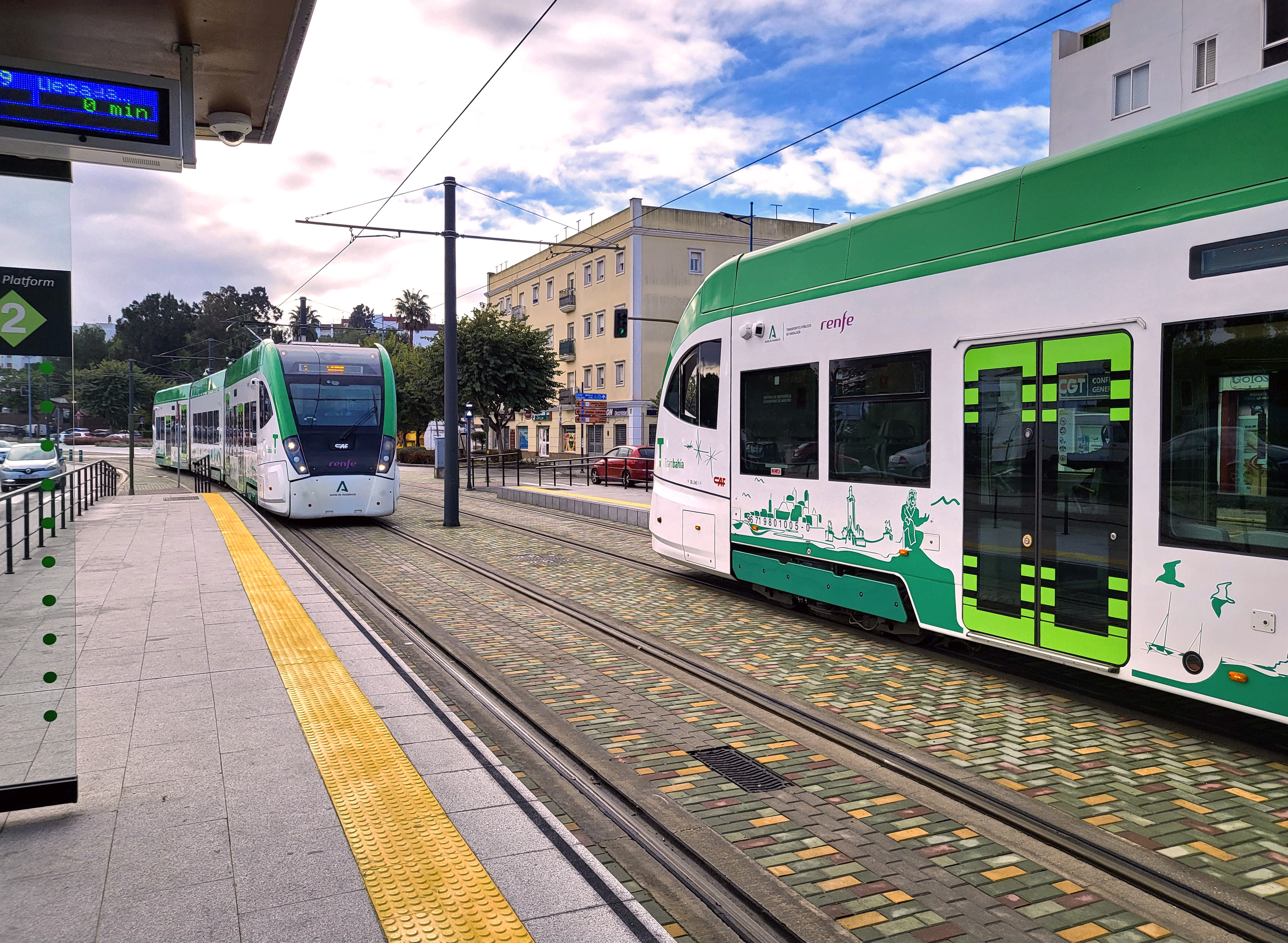
Deux rames se croisent à Reyes Católicos.
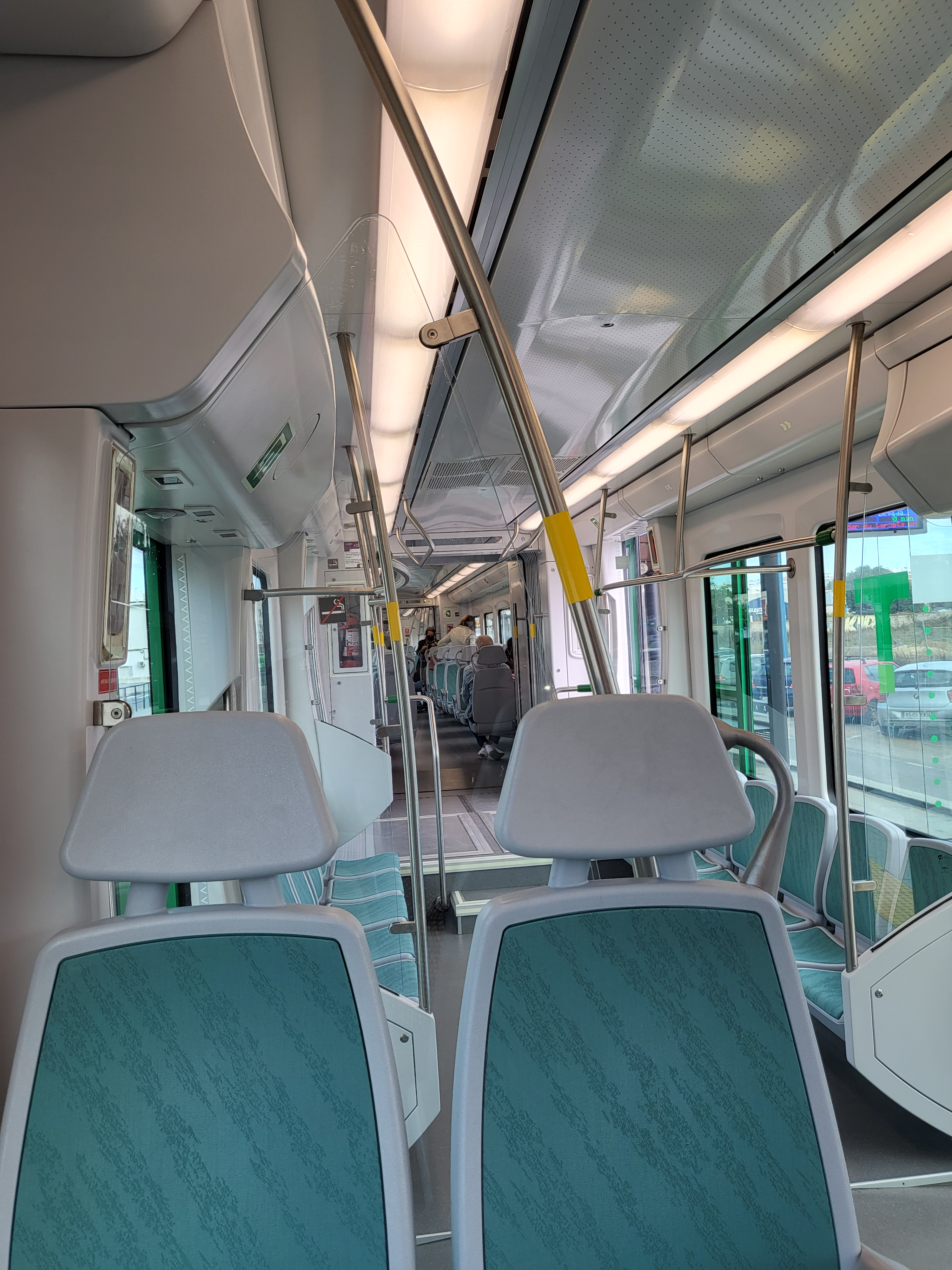
Intérieur d'une rame.

### Horaires et tarification
Sur les 37 trajets quotidiens, 19 suivent le tracé complet de la ligne, tandis que 18 font leur terminus ou leur départ à Río Arillo, où les voyageurs sont en correspondance avec le réseau des trains de banlieue. Les trains circulent tous les jours de la semaine, entre 5 h 20 du lundi au vendredi ou 6 h 20 le samedi et dimanche, et 0 h 30,.